# Rhexia rubra
Rhexia rubra är en insektsart som beskrevs av William D. Funkhouser. Rhexia rubra ingår i släktet Rhexia och familjen hornstritar. Inga underarter finns listade i Catalogue of Life.